# Cyathea vaupelii
Cyathea vaupelii är en ormbunkeart som beskrevs av Edwin Bingham Copeland. Cyathea vaupelii ingår i släktet Cyathea och familjen Cyatheaceae. Utöver nominatformen finns också underarten C. v. lobulata.